# Filip Đuričić
Filip Đuričić (alternatieve spelling: Djuričić) (Servisch: Филип Ђуричић) (Obrenovac, 30 januari 1992) is een Servisch voetballer die doorgaans als aanvallende middenvelder speelt. Hij verruilde Sampdoria in juli 2018 voor Sassuolo. Đuričić debuteerde in 2012 in het Servisch voetbalelftal.

## Carrière
Đuričić stroomde in 2008 door uit de jeugd van Rode Ster Belgrado. In 2007 verbleef hij een jaar bij Olympiakos. Op 13 maart 2009 contracteerde sc Heerenveen hem. Begin 2010 voegde hij zich bij de selectie van sc Heerenveen en op 20 februari 2010 maakte hij zijn debuut in het eerste elftal, in de uitwedstrijd tegen RKC Waalwijk. In juni 2010 brak hij zijn contract open en verlengde het tot de zomer van 2014. In het begin van het seizoen 2012/13 maakte hij bekend volgend seizoen sc Heerenveen te willen verruilen en het een stapje hogerop wilde gaan zoeken bij een andere club. Op 15 april 2013 werd bekend dat Đuričić in de zomer Heerenveen ging verruilen voor Benfica, waarvoor hij een contract tekende tot medio 2018. Met deze transfer was zo'n zes miljoen euro gemoeid. Na enkele uitleenbeurten aan onder andere RSC Anderlecht speelde hij in op uitleenbasis voor Sampdoria. Die club nam hem over, maar verhuurde hem in januari 2018 aan Benevento. Đuričić verruilde Sampdoria in juli 2018 definitief voor Sassuolo.

## Clubstatistieken
| Seizoen | Club                  | Competitie     | Competitie | Competitie | Beker | Beker | Internationaal | Internationaal | Totaal | Totaal |
| Seizoen | Club                  | Competitie     | Wed.       | Dlp.       | Wed.  | Dlp.  | Wed.           | Dlp.           | Wed.   | Dlp.   |
| ------- | --------------------- | -------------- | ---------- | ---------- | ----- | ----- | -------------- | -------------- | ------ | ------ |
| 2008/09 | FK Radnički Obrenovac | Srpska Liga    | 15         | 3          | 0     | 0     | 0              | 0              | 15     | 3      |
| 2009/10 | sc Heerenveen         | Eredivisie     | 9          | 1          | 0     | 0     | 0              | 0              | 9      | 1      |
| 2010/11 | sc Heerenveen         | Eredivisie     | 24         | 2          | 0     | 0     | 0              | 0              | 24     | 2      |
| 2011/12 | sc Heerenveen         | Eredivisie     | 34         | 10         | 5     | 3     | 0              | 0              | 39     | 13     |
| 2012/13 | sc Heerenveen         | Eredivisie     | 32         | 7          | 1     | 1     | 4              | 2              | 37     | 10     |
| 2013/14 | Benfica               | Primeira Liga  | 11         | 0          | 4     | 1     | 6              | 1              | 21     | 2      |
| 2014/15 | → Mainz 05            | Bundesliga     | 11         | 0          | 1     | 0     | 0              | 0              | 12     | 0      |
| 2014/15 | → Southampton         | Premier League | 9          | 0          | 0     | 0     | 0              | 0              | 9      | 0      |
| 2015/16 | Benfica               | Primeira Liga  | 1          | 0          | 1     | 0     | 0              | 0              | 2      | 0      |
| 2015/16 | → RSC Anderlecht      | Eerste klasse  | 17         | 1          | 0     | 0     | 3              | 0              | 20     | 1      |
| 2016/17 | → Sampdoria           | Serie A        | 7          | 0          | 2     | 0     | 0              | 0              | 9      | 0      |
| 2016/17 | Sampdoria             | Serie A        | 12         | 0          | 0     | 0     | 0              | 0              | 12     | 0      |
| 2017/18 | Sampdoria             | Serie A        | 1          | 0          | 1     | 0     | 0              | 0              | 2      | 0      |
| 2017/18 | → Benevento           | Serie A        | 15         | 0          | 0     | 0     | 0              | 0              | 15     | 0      |
| 2018/19 | Sassuolo              | Serie A        | 23         | 2          | 2     | 0     | 0              | 0              | 25     | 2      |
| 2019/20 | Sassuolo              | Serie A        | 29         | 5          | 1     | 0     | 0              | 0              | 30     | 5      |
| 2020/21 | Sassuolo              | Serie A        | 32         | 5          | 1     | 0     | 0              | 0              | 33     | 5      |
| 2021/22 | Sassuolo              | Serie A        | 12         | 2          | 0     | 0     | 0              | 0              | 12     | 2      |
| 2022/23 | UC Sampdoria          | Serie A        | 15         | 2          | 1     | 0     | 0              | 0              | 16     | 2      |
| Totaal  | Totaal                | Totaal         | 309        | 40         | 20    | 5     | 13             | 3              | 342    | 48     |

Bijgewerkt op 28 november 2022.

## Nationaal elftal
Đuričić speelde twintig duels als jeugdinternational van Servië –17. Hij was er aanvoerder en scoorde tien keer. Op 29 februari 2012 maakte Đuričić zijn debuut in het Servisch voetbalelftal, in een in 0-0 geëindigde wedstrijd tegen Cyprus, net als Matija Nastasić en Stefan Šćepović.

## Erelijst
Benfica
- Primeira Liga: 2013/14
- Taça de Portugal: 2013/14
- Taça da Liga: 2013/14